# Mahdi Salman
Mahdi Salman (arab. مهدي سلمان) – iracki koszykarz, uczestnik Letnich Igrzysk Olimpijskich 1948.
Był uczestnikiem igrzysk w Londynie. W pięciu olimpijskich spotkaniach zdobył 17 punktów, przy tym notując także 14 fauli. Razem z kolegami z reprezentacji zajął 22. miejsce, a jego drużyna przegrała wszystkie mecze turnieju.